# 1874 في فرنسا
فيما يلي قوائم الأحداث التي وقعت خلال عام 1874 في فرنسا.

## سياسة

### انتهاء فترة المنصب
- 5 ديسمبر – هيبوليت فرانسوا جوبيرت نائب فرنسي.

## ظهور
- 1 يناير – ميشيل ستروغوف رواية من تأليف جول فيرن.

## كتب
من الكتب التي صدرت هذه السنة في فرنسا:
- 1 يناير – الجزيرة الغامضة من تأليف جول فيرن.
- 1 يناير – ثلاثة وتسعون من تأليف فكتور هوغو.
- 1 يناير – دكتور أوكس من تأليف جول فيرن.

## مواليد

### يناير
- 21 يناير – رينيه لويس بير رياضياتي فرنسي.[1]
- 25 يناير – سومرست موم[2]

### فبراير
- 25 فبراير – هنري بروست مهندس معماري فرنسي.[3]

### مارس
- 16 مارس – فريدريك فرانسوا مارسال سياسي فرنسي.[4]
- 22 مارس – لويس دولاج رجل أعمال فرنسي.[5]

### مايو
- 8 مايو – إينيسا آرماند شخصية سياسية شيوعية فرنسية.
- 26 مايو – هنري فارمان[6]

### يوليو
- 28 يوليو – كوليت إيفر كاتبة فرنسية.[7]

### سبتمبر
- 4 سبتمبر – الأمير جان، دوق غايز[8]
- 28 سبتمبر – ليو جوردن[9]

## وفيات

### يناير
- 26 يناير – فيليكس إدوارد غيران-منفيل (مواليد 1799)[10]

### فبراير
- 9 فبراير – جول ميشليه (مواليد 1798) مؤرخ فرنسي.[11]

### سبتمبر
- 12 سبتمبر – فرانسوا جيزو (مواليد 1787)[12]

### أكتوبر
- 31 أكتوبر – إميل غيلبرت (مواليد 1793) مهندس معماري فرنسي.[13]

### ديسمبر
- 5 ديسمبر – هيبوليت فرانسوا جوبيرت (مواليد 1798)[14]